# 刘顺元
刘顺元（1903年—1996年），男，山东博兴人，中华人民共和国政治人物。

## 生平
刘顺元早年参加中国工农红军。抗日战争期间，曾任新四军淮南津浦路东联防司令部政治委员，淮南苏皖边军区政治委员等职位。第二次国共内战期间，担任中共辽东省委副书记，济南特别市委书记。曾经因旅大市接管问题与苏联军队发生冲突。
中华人民共和国成立后，调任中共江苏省委副书记，中共中央上海局委员，中共中央华东局委员。1978年，担任中纪委副书记。1982年，任中顾委委员。